# Gnetum camporum
Gnetum camporum — вид голонасінних рослин класу гнетоподібні.

## Опис
Деревна ліана. Листя дуже шкірясте, від яйцеподібного до довгасто-яйцюватого, до 6 × 4 см, від округлених до тупих на вершині, від оливкового до оливково-зеленого кольору, верхня й нижня поверхня щільно волокниста, остання з первинними і вторинними жилками більш ніж 2 мм шириною. Зріле насіння оранжеве, еліпсоїдне, довжиною 30 мм, 15 мм в діаметрі, тупе на вершині.

## Поширення, екологія
Країни проживання: Венесуела. Знаходиться в сухих місцях проживання, зазвичай вище 1000 м над рівнем моря. Це означає, що вона ізольована від G. urens (вид, з яким цей можна переплутати), який досягає максимальної позначки 500 м. Жодних проміжних видів не відомо між G. camporum і G. urens.

## Загрози та охорона
Вологі ліси Гаянського високогір'я класифікуються як "Стабільні / недоторкані". Хоча більша частина лісу лишається без змін, але насувається тиск із боку сільського господарства й гірничодобувної промисловості. Інші загрози, які, можливо, стануть проблемою — це вирубки і гідроелектростанції. Велика частина ареалу перебуває в природоохоронних територіях.